# اس‌اس یوبی
اس‌اس یوبی (به انگلیسی: SS Eubee) یک کشتی بود که طول آن ۴۸۳ فوت ۴ اینچ (۱۴۷٫۳۲ متر) بود.